# Чахи-Колакі
Чахи-Колакі (пол. Czachy-Kołaki) — село в Польщі, у гміні Колаки-Косьцельні Замбровського повіту Підляського воєводства.
Населення — 166 осіб (2011).
У 1975-1998 роках село належало до Ломжинського воєводства.

## Демографія
Демографічна структура станом на 31 березня 2011 року:
|          | Загалом | Допрацездатний вік | Працездатний вік | Постпрацездатний вік |
| -------- | ------- | ------------------ | ---------------- | -------------------- |
| Чоловіки | 89      | 26                 | 55               | 8                    |
| Жінки    | 77      | 10                 | 44               | 23                   |
| Разом    | 166     | 36                 | 99               | 31                   |